# Sistema astronômico pitagórico
O sistema astronômico pitagórico é um sistema astronômico que postula que a Terra, a Lua, o Sol e os planetas giram em torno de um "fogo central" invisível, e foi desenvolvido no século V a.C. e atribuído ao filósofo pitagórico Filolau. Ele foi chamado "o primeiro sistema coerente no qual os corpos celestes se movem em círculos", antecipando Copérnico em mover "a terra do centro do cosmos [e] fazendo dela um planeta". Embora seus conceitos de um Fogo Central distinto do Sol e de uma "Contra-Terra" inexistente fossem errôneos, o sistema continha a percepção de que "o movimento aparente dos corpos celestes" era (em grande parte) devido ao "movimento real do observador". Quanto do sistema foi planejado para explicar os fenômenos observados e quanto foi baseado no mito e na religião é discutido. Embora o afastamento do raciocínio tradicional seja impressionante, além da inclusão dos 5 planetas visíveis, muito pouco do sistema pitagórico é baseado em observações genuínas. Em retrospecto, as visões de Filolau são "menos como astronomia científica do que como especulação simbólica".

Filolau acreditava que havia uma "Contra-Terra" (Antichthon) orbitando o "Fogo Central" e que nenhum deles era visível da Terra. A ilustração superior mostra a Terra à noite, enquanto a inferior mostra a Terra durante o dia.

## Antes de Filolau
As contribuições para a astronomia pitagórica antes de Filolau são limitadas. Hipaso, outro filósofo pitagórico antigo, não contribuiu para a astronomia, e nenhuma evidência do trabalho de Pitágoras sobre astronomia restou. Todas as contribuições astronômicas restantes não podem ser atribuídas a uma única pessoa e, portanto, os pitagóricos como um todo recebem o crédito. No entanto, não se deve presumir que os pitagóricos, como uma massa unânime, concordassem em um único sistema neste momento do tempo.
Uma teoria sobrevivente dos pitagóricos antes de Filolau, a harmonia das esferas, é mencionada pela primeira vez na República de Platão. Platão apresenta a teoria em um sentido mitológico, incluindo-a na lenda de Er, que conclui a República. Aristóteles menciona a teoria em De Caelo, no qual ele a apresenta como uma "doutrina física" que coincide com o restante da cosmologia pitagórica, em vez de atribuí-la ao mito.
Zhmud sumariza a teoria assim:
1) o movimento circular dos corpos celestes produz um som; 2) a intensidade do som é proporcional à sua velocidade e magnitude (de acordo com Arquitas, a sonoridade e o tom do som dependem da força com que é produzido; 3) as velocidades dos corpos celestes, sendo proporcionais às suas distâncias da terra, têm as proporções de consonâncias; 4) daí, os planetas e as estrelas produzem sons harmoniosos; 5) não podemos ouvir esse som harmonioso.
— Zhmudʹ, L. I͡a. Pythagoras and the Early Pythagoreans. p. 340. 
Heráclito de Éfeso, em seus fragmentos, afirma que todos os elementos e o cosmos provém do pyr, traduzido posteriormente como fogo mas também podendo significar um elemento sutil primordial, éter; mas que há uma quantidade fixa desse "Fogo" que nunca se extingue. Filolau parece ter corrigido Heráclito em seu pensamento, pois afirma não que tudo é fogo e mudança (devir), e sim que há um Fogo Central ilimitado e outros fogos delimitados dentro dele, e que "o cosmos e as coisas nele foram ajustadas a partir de ambas coisas limitantes e ilimitadas".
A ideia de um fogo central também foi apresentada por Parmênides e Empédocles, este último em seu poema (fragmento 84): "assim então em membranas retido primitivo fogo em finos tecidos emboscava-se, menina em redoma, e por passagens eram perfurados, maravilhosas." Segundo Anatólio de Laodiceia:
"Os seguidores de Empédocles e Parmênides ... dizem que a natureza monádica está situada no meio à maneira de uma lareira" - De Decade, 6.8-11

## Filolau
Filolau (c. 470 a 385 a.C.) foi um seguidor do filósofo grego pré-socrático Pitágoras de Samos. Pitágoras desenvolveu uma escola de filosofia que era dominada pela matemática e "profundamente mística". O próprio Filolau foi chamado de "uma das três figuras mais proeminentes da tradição pitagórica" e "a figura de destaque na escola pitagórica", que pode ter sido o primeiro "a consignar a doutrina pitagórica à escrita". A maior parte do que se sabe hoje sobre o sistema astronômico de Pitágoras deriva dos pontos de vista de Filolau. Por causa de perguntas sobre a confiabilidade de documentos não primários antigos, os estudiosos não estão absolutamente certos de que Filolau tenha desenvolvido o sistema astronômico baseado no Fogo Central, mas acreditam que ele, ou alguém no final do século V a.C., criou-o. Outro problema com a atribuição de toda a astronomia pitagórica a Filolau é que ele pode ter tido professores não pitagóricos.

## O sistema
Na visão de Pitágoras, o universo é uma unidade ordenada. Começando a partir do meio, o universo se expande em torno de um ponto central, implicando uma natureza esférica. Na visão de Filolau, para que o universo seja formado, os "limitadores" e o "ilimitado" devem se harmonizar e se encaixar. Unidades ilimitadas são definidas como elementos contínuos, como água, ar ou fogo. Limitadores, como formatos e formas, são definidos como coisas que definem limites em um continuum. Filolau acreditava que a harmonia universal era alcançada no Fogo Central, onde a combinação de uma unidade ilimitada, fogo, e do limite central formava o cosmos. É assumido como tal porque o fogo é o "mais precioso" dos elementos e o centro é um lugar de honra. Portanto, deve haver fogo no centro do cosmos. Segundo Filolau, o fogo central e o cosmos estão rodeados por uma extensão ilimitada. Três elementos ilimitados: tempo, respiração e vácuo, foram atraídos para o fogo central, onde a interação entre fogo e respiração criou os elementos da terra e da água. Além disso, Filolau argumentou que pedaços separados do Fogo Central podem ter criado os corpos celestes.
Esses corpos celestes, ou seja, a Terra e os planetas, giravam em torno de um ponto central no sistema de Filolau, o qual não podia ser chamado de "sistema solar" heliocêntrico, porque o ponto central em que a Terra e os planetas giravam em torno não era o sol, mas sim o chamado Fogo Central. Esse fogo não era visível da superfície da Terra - ou pelo menos não do hemisfério em que a Grécia estava localizada. 
Filolau diz que há fogo no meio no centro ... e novamente mais fogo no ponto mais alto e cercando tudo. Por natureza, o meio é o primeiro, e ao seu redor dançam dez corpos divinos - o céu, os planetas, depois o sol, após a lua, após a terra, após a Contra-Terra e depois de todos eles o fogo da lareira que mantém posição no centro. A parte mais alta do entorno, onde os elementos são encontrados em sua pureza, ele chama de Olimpo; as regiões sob a órbita do Olimpo, onde estão os cinco planetas com o sol e a lua, ele chama o mundo; a parte debaixo deles, estando sob a lua e ao redor da terra, na qual são encontradas geração e mudança, ele chama o céu.— Estobeu, i. 22. 1d
No entanto, foi apontado que Estobeu trai a tendência de confundir os dogmas dos primeiros filósofos jônicos e, ocasionalmente, mistura platonismo com pitagorismo.
Segundo Eudemo, aluno de Aristóteles, os primeiros pitagóricos foram os primeiros a encontrar a ordem dos planetas visíveis a olho nu. Embora Eudemo não forneça a ordem, presume-se que seja: Lua, Sol, Vênus, Mercúrio, Marte, Júpiter, Saturno, Esfera celeste, com base na ordem "correta" aceita no tempo de Eudemo. É provável que os pitagóricos mencionados por ele sejam anteriores a Filolau.
Nesse sistema, a revolução da Terra em torno do fogo "no centro" ou "do fogo da lareira" (Fogo Central) não era anual, mas diariamente, enquanto a revolução da lua era mensal e o sol anualmente. Era a rápida viagem da Terra além do sol que se move mais devagar que resultava na aparência terrestre do sol nascendo e se pondo. Mais distante do Fogo Central, a revolução dos planetas era ainda mais lenta e o "céu" mais externo (ou seja, estrelas) provavelmente fixo.
O Fogo Central define o limite mais central do sistema astronômico de Pitágoras. É nesse ponto que todos os corpos celestes giravam. Traduzido erroneamente como Dios phylakê ou "Prisão de Zeus", uma espécie de inferno, o Fogo Central foi mais apropriadamente chamado de "Torre de Vigia de Zeus" (Διος πυργος) ou "Altar-lareira do universo" (εστια του παντος). Maniatis afirma que essas traduções refletem com mais precisão os pensamentos de Filolau sobre o Fogo Central. Sua comparação com uma lareira, o "centro religioso da casa e do estado", mostra seu papel apropriado como "o palácio onde Zeus guardava seu fogo sagrado no centro do cosmos".
Aristóteles pode ter feito referência a Filolau quando traz em sua Metafísica que os pitagóricos afirmam que:
"quando o Um foi constituído, seja a partir de planos ou superfícies ou semente ou a partir de algo que eles não conseguem explicar - imediatamente a parte mais próxima do infinito começou a ser despejada e limitada pelo limite".
Essa ideia está conectada a fragmentos de Filolau como "A primeira coisa ajustada, a que está no meio da esfera, é chamada de lareira". Uma interpretação provável é de que "o Um" não se refere a números propriamente ditos como elemento básico, mas ao estágio primeiro da cosmogonia em que o Fogo Central é tido como primordial fisicamente e identificado simbolicamente pelos pitagóricos como o número fundamental. Há também sua associação com Deus e a Harmonia na construção do universo, conforme o fragmento A17 relatado por Aécio, segundo o qual Filolau localiza "o hegemonikon (sede da mente no estoicismo) no fogo central, que o Deus demiúrgico dispôs sob a esfera do todo como uma quilha".
Em vez de haver dois corpos celestes de fogo separados neste sistema, Filolau pode ter acreditado que o Sol era um espelho, refletindo o calor e a luz do Fogo Central. O pensador europeu do século XVI-XVII Johannes Kepler acreditava que o Fogo Central de Filolau era o sol, mas que os pitagóricos sentiam a necessidade de esconder esse ensinamento dos não-crentes.

## Terra
No sistema de Filolau, a Terra girava exatamente uma vez por órbita, com um hemisfério (presumidamente o lado desconhecido da Terra) sempre enfrentando o Fogo Central. A Contra-Terra e o Fogo Central nunca eram visíveis no hemisfério onde a Grécia estava localizada. Não há "nenhuma declaração explícita sobre a forma da Terra no sistema de Filolaus", de modo que ele possa ter acreditado que a Terra era plana ou que era redonda e orbitava o Fogo Central enquanto a Lua orbita a Terra - sempre com um hemisfério voltado para o Fogo e outro voltado para longe. Uma Terra plana voltada para longe do Fogo Central seria consistente com o conceito pré-gravitacional de que, se todas as coisas caírem em direção ao centro do universo, essa força permitiria que a Terra girasse em torno do centro sem derramar tudo na superfície para o espaço. Outros afirmam que em 500 a.C. a maioria dos filósofos gregos contemporâneos consideravam a Terra esférica.

## Contra-Terra
A "misteriosa" Contra-Terra ou Antiterra (Antichthon) era o outro corpo celeste não visível a partir da Terra. Sabemos que Aristóteles a descreveu como "outra Terra", da qual o estudioso grego George Burch deduz que deve ser semelhante em tamanho, forma e constituição à Terra. Segundo Aristóteles - um crítico dos pitagóricos - a função da Contra-Terra era explicar "eclipses da lua e sua frequência", e/ou "aumentar o número de corpos celestes ao redor do Fogo Central de nove a dez, que os pitagóricos consideravam o número perfeito".
Alguns, como o astrônomo John Louis Emil Dreyer, acham que a Contra-Terra seguia uma órbita para que ela estivesse sempre localizada entre a Terra e o Fogo Central, mas Burch argumenta que deve ter sido pensada como orbitando do outro lado do Fogo em relação à Terra. Como "contra" significa "oposto", e o oposto só pode ser em relação ao Fogo Central, a Contra-Terra deveria estar orbitando a 180 graus da Terra. Burch também argumenta que Aristóteles estava simplesmente fazendo uma piada "às custas da teoria dos números pitagóricos" e que a verdadeira função da Contra-Terra era equilibrar a Terra. Era necessário equilíbrio, porque sem um contra haveria apenas um objeto denso e maciço no sistema - a Terra. O universo seria "desequilibrado e assimétrico - uma noção repugnante para qualquer grego e duplamente para um pitagórico", porque os gregos antigos acreditavam que todos os outros objetos celestes eram compostos de uma matéria ígnea ou etérea com pouca ou nenhuma densidade.

## Desenvolvimentos posteriores
No século I d. C., depois que a ideia de uma Terra esférica ganhou uma aceitação mais geral, Pompônio Mela, um cosmógrafo latino, desenvolveu uma versão atualizada da ideia, em que uma Terra esférica deve ter uma distribuição mais ou menos equilibrada de terra e água. Mela desenhou o primeiro mapa no qual o misterioso continente da Terra aparece na metade desconhecida do planeta - nossos antípodas. Este continente ele inscreveu com o nome Antichthones.